# Јуфола (Оклахома)
Јуфола (енгл. Eufaula) град је у америчкој савезној држави Оклахома.

## Демографија
По попису из 2010. године број становника је 2.813, што је 174 (6,6%) становника више него 2000. године.
| Група             | 2000.         | 2010.         |
| Белци             | 1.744 (66,1%) | 1.823 (64,8%) |
| Афроамериканци    | 196 (7,4%)    | 196 (7,0%)    |
| Азијати           | 8 (0,3%)      | 17 (0,6%)     |
| Хиспаноамериканци | 32 (1,2%)     | 69 (2,5%)     |
| Укупно            | 2.639         | 2.813         |